# Пэунеску, Адриан

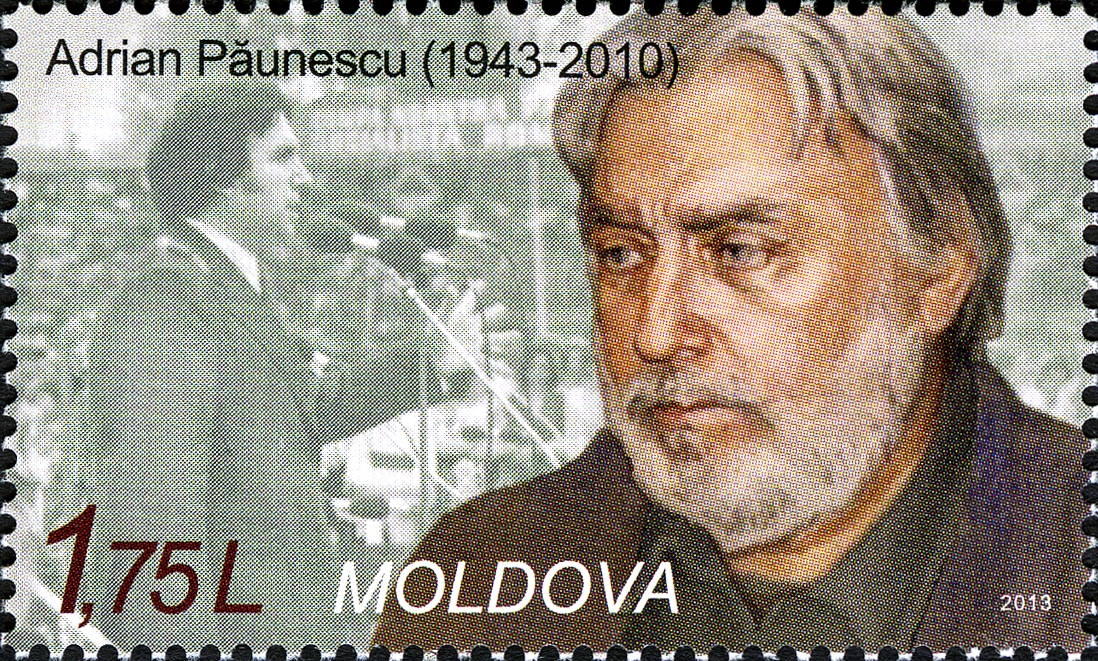
Марка Молдовы, посвященная Адриа́ну Пэуне́ску. 2013 г.

Адриа́н Пэуне́ску (рум. Adrian Păunescu) (20 июля 1943, село Копачены, Бельцкий уезд, Румыния — 5 ноября 2010, Бухарест) — румынский поэт, публицист и политический деятель.

## Биография
Андриан Пэунеску родился 20 июля 1943 года в селе Копачены (рум. Copăceni), Бельцкий уезд, Молдавия (ныне Сынжерейский район Республики Молдова). Вскоре после рождения переехал в село Бырка (рум. Bârca), жудец Долж, где провел детство. По окончании Школы математики и физики имени Николае Бэлческу (ныне Национальный колледж Карол I) в Крайове учился на филологическом факультете Бухарестского университета.
Первый свой мандат сенатора (1992—1996) Адриан Пэунеску получил по спискам Социалистической партии труда. В 1996 году был выдвинут ей на пост президента Румынии, но получил только 87163 (0,69%) голосов. С 2000 по 2004 годы был сенатором по спискам Партии социальной демократии Румынии. Последний мандат в парламенте Адриана Пэунеску датирован 2004—2008 годами. На парламентских выборах 2008 года он получил больше всего голосов по своему округу, но деутатского места не получил.
Похоронен в Бухаресте на кладбище Беллу.
1 сентября 2011 года в кишинёвской Аллее Классиков был открыт бюст в его честь.